# Witica cayanus
Witica cayanus är en spindelart som först beskrevs av Władysław Taczanowski 1873.  Witica cayanus ingår i släktet Witica och familjen hjulspindlar. Inga underarter finns listade i Catalogue of Life.